# 64 Возничего
64 Возничего (лат. 64 Aurigae, HD 56221) — одиночная звезда в созвездии Возничего на расстоянии приблизительно 312 световых лет (около 96 парсеков) от Солнца. Видимая звёздная величина звезды — +5,87m. Возраст звезды оценивается как около 291 млн лет.

## Характеристики
64 Возничего — белая звезда спектрального класса A5Vn. Масса — около 1,67 солнечной, радиус — около 2,85 солнечных, светимость — около 27,03 солнечных. Эффективная температура — около 8014 К.